# Gyōji

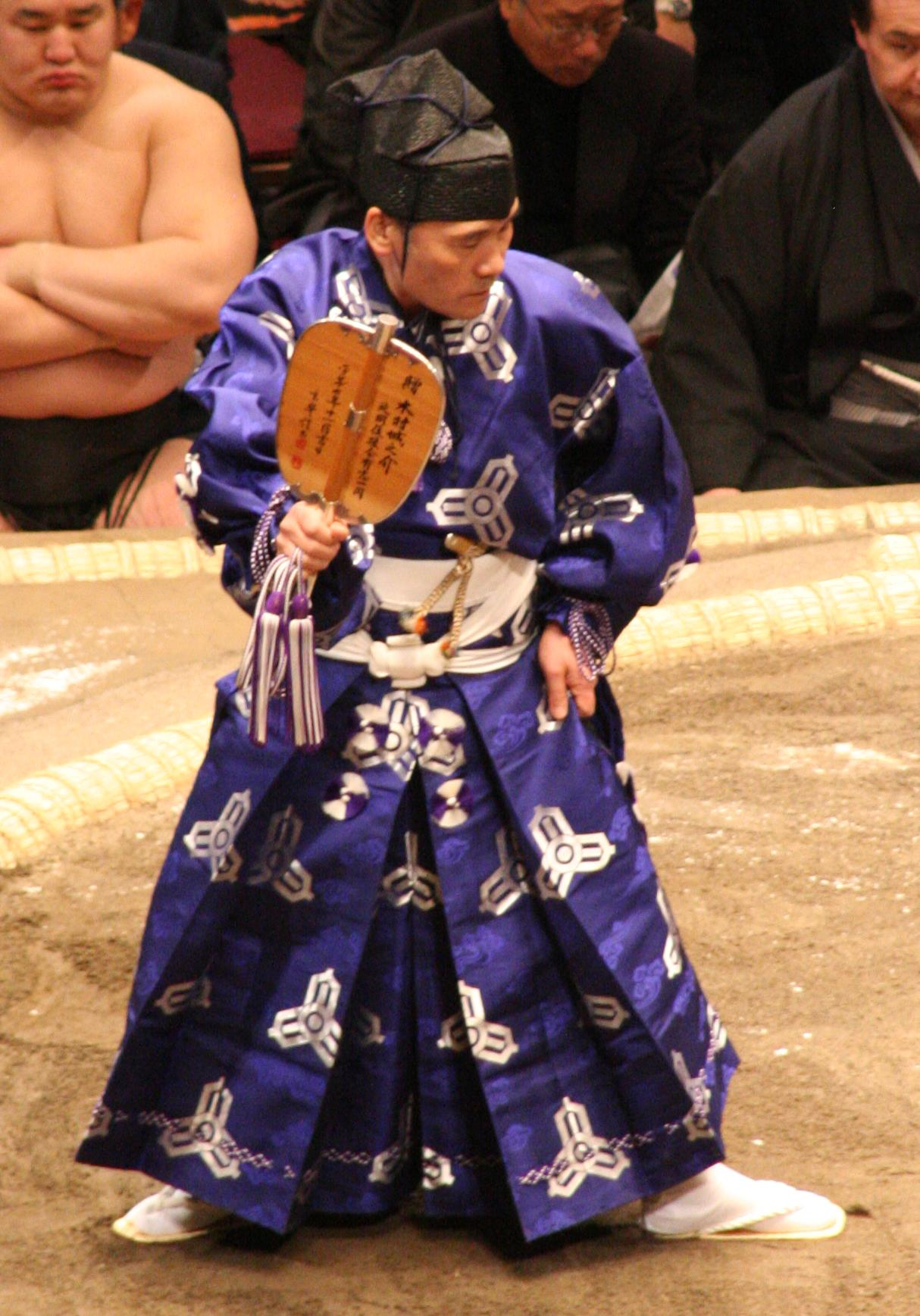
Un des deux tate-gyōji en janvier 2008

Un gyōji (行司) est un arbitre de sumo professionnel, au Japon.
Les gyōji entrent habituellement dans le monde du sumo étant adolescents et restent des employés de l'Association japonaise de sumo jusqu'à ce qu'ils se retirent, à l'âge de 65 ans. Le gyōji doit prendre un nom professionnel, qu'il peut changer alors qu'il est promu. Tout gyōji aura le nom de famille Kimura ou Shikimori et acquerra un prénom assez démodé avant qu'ils atteignent les hauts niveaux.

## Leur rôle
Le rôle principal du gyōji est d'arbitrer des combats entre des lutteurs de sumō. Après que le yobidashi les a appelés sur le dohyō (le ring), il est de sa responsabilité d'observer les lutteurs pendant qu'ils se fixent avant le combat pour s'impressionner, puis coordonner la charge initiale (ou tachi-ai) entre les lutteurs.
Pendant le combat, il est censé tenir les lutteurs au courant que le combat est encore en cours (il est possible qu'un lutteur mette le pied en dehors du cercle sans le réaliser). Il fait ceci en criant « nokotta nokotta » (残った残った), qui peut être traduit par « Vous êtes toujours dedans, vous êtes toujours dedans ». Il crie parfois « hakkeyoi » (発気揚々) lorsque les lutteurs sont arrêtés au corps à corps, pour les encourager à tenter une action. En outre, quand le moment vient, il doit déterminer le gagnant du combat. Il a pour accessoire un éventail ovale en bois plein laqué, appelé gunbai (en) qu'il emploie dans le rituel d'avant-combat et dans la désignation du côté du gagnant.
La décision des gyōji quant au gagnant d'un combat peut être mise en question par un des cinq arbitres, ou shimpan, qui s'asseyent autour du dohyō. S'ils contestent le résultat, ils tiennent un mono-ii au centre du dohyō, facilité par un écouteur relié à deux shimpan supplémentaires dans une salle vidéo. Ils peuvent confirmer la décision du gyōji (gumbaidōri), l'infirmer (sashi-chigae), ou faire faire un second combat (tori-naoshi). Le gyōji ne participe pas à la discussion pendant un mono-ii, à moins qu'il y soit convié. Pour un gyōji, une décision fausse est une tache : s'il y en a trop elles peuvent affecter sa carrière.
En plus d'arbitrer les matchs, les gyōji ont un certain nombre d'autres responsabilités, comme la calligraphie du banzuke, le classement des lutteurs de sumo. Ils sont également responsables de maintenir les fiches de résultat d'un lutteur au cours d'un tournoi, et doivent déterminer la technique employée par le vainqueur du combat, appelé kimarite.

## Classement
La progression de leur carrière est basée sur un système de rang semblable à celui utilisé pour les lutteurs de sumo. Les rangs des gyōji représentent nominalement le rang des lutteurs qu'ils sont habilités à arbitrer. Cependant, à la différence des lutteurs de sumo, la promotion est largement déterminée sur l'ancienneté. Logiquement, une promotion d'un gyōji est seulement retardée s'il a fait trop d'erreurs en déterminant les résultats des matchs, mis à part pour le rang le plus élevé où les erreurs peuvent jouer autant que la conduite.
- tate-gyōji : au nombre de deux, et toujours appelés Shikimori Inosuke et Kimura Shōnosuke (noms de célèbres gyōji de l'époque d'Edo) ;
- san'yaku-gyōji ;
- makuuchi-gyōji ;
- jūryō-gyōji ;
- makushita-gyōji ;
- sandanme-gyōji ;
- jonidan-gyōji ;
- jonokuchi-gyōji.

À noter qu'il y eut par le passé (1951-1960) un rang intermédiaire entre tate-gyōji et san'yaku-gyōji appelé fuku-tate-gyōji, soit vice-tate-gyōji, composé de trois arbitres appelés Tamanosuke Kimura, Shōzaburō Kimura et Masanao Kimura.

## Uniforme
Les gyōji portent des costumes basés sur le costume japonais médiéval de la période d'Ashikaga ou époque de Muromachi (1333-1573). Ces uniformes, appelés hitatare, ont été définis en 1909, pour remplacer le kamishimo, un costume de cérémonie de l'époque d'Edo (1603-1868).
Comme les lutteurs de sumo, le gyōji classé makushita et en deçà porte un équipement beaucoup plus simple que ceux mieux classés. Il est fait de coton et s'arrête au niveau du genou. L'équipement incorpore également un certain nombre de rosettes, qui sont normalement verts, mais peuvent être noirs. Ils sont pieds nus sur le dohyō.
Lors de sa promotion en jūryō, le gyōji a un habit intégralement en soie, plus raffiné. Les rosettes sur son équipement changent également pour devenir verts et blanc. Il est également autorisé à porter des sandales.
Plus il progresse dans le hiérarchie et plus il y a de changements : Un gyōji de makuuchi change la couleur des rosettes en orange et blanc.
En arrivant dans les rangs sanyaku, les rosettes deviennent complètement orange, il est également permis de porter le zōri de paille sous ses pieds en plus des tabi.
Comme décrit ci-dessus, les deux grades les plus élevés, les équivalents à yokozuna, sont les tate-gyōji. Les rosettes sont pourpres et blanc ou simplement pourpre, et tous les deux portent un poignard court dans sa ceinture. Ceci est censé représenter le sérieux des décisions qu'ils prennent en déterminant les résultats d'un combat et leur volonté de commettre le seppuku s'ils font une erreur. En réalité, si un des deux gyōji les mieux classés fait une erreur concernant le résultat d'un combat, il doit présenter sa démission à l'association de sumo. Cependant, la démission est généralement rejetée par le Président de l'association. Une présentation par un tate-gyōji de sa démission peut habituellement être considérée comme un simple geste d'excuse. Il y a cependant eu des cas rares où la démission a été acceptée, et où le gyōji concerné a été suspendu pendant une période courte.